# Disclosure (album)
Disclosure is het tiende studioalbum van de Nederlandse rockband The Gathering. 

## Nummers
1. Paper Waves
2. Meltdown
3. Paralyzed
4. Heroes For Ghosts
5. Gemini I
6. Missing Seasons
7. I Can See Four Miles
8. Gemini II

## Meltdown
De eerste single was Meltdown, die 29 mei 2012 verscheen op de website van de band.
- Muziek: Frank Boeijen / René Rutten
- Teksten: Silje Wergeland / Frank Boeijen
- Productie: René Rutten
- Drums opgenomen met Studio 2 mobile in Studiobizz
- Engineered: René Rutten
- Silje's vocalen opgenomen in Conclave & Earshot studios
- Engineered: Arve Isdal
- Aanvullende opnamen in Studio 2
- Mix: Guido Aalbers bij GieSound
- Mastered: Paul Matthijs Lombert bij The Mastering Factory

## Bezetting
- Frank Boeijen – keyboards, zang
- Marjolein Kooijman – bas
- Hans Rutten – drums
- René Rutten – gitaar
- Silje Wergeland – zang

### Gastmuzikanten
- Jos van den Dungen – viool en altviool
- Noel Hofman – trompet
- Maaike Peterse – cello (Kingfisher Sky, Ayreon)